# 浔州路
浔州路，元朝时设置的路。
至元十六年（1279年）升浔州置，治所在桂平县（今广西壮族自治区桂平市）。辖境相当今广西壮族自治区桂平、平南二市县地，属湖广等处行中书省。明朝洪武元年（1368年）改为府。 